# Saturn (planeta)
Saturn je v pořadí planet na šestém místě a po Jupiteru druhá největší planeta sluneční soustavy. Planeta byla pozorována již starověkými astronomy a byla pojmenována po římském bohu Saturnovi, který byl obdobou řeckého boha Krona. Starší české jméno pro tuto planetu bylo Hladolet. Astronomický symbol pro Saturn je ♄.
Saturn patří mezi velké plynné obry, pro které je typické, že nemají pevný povrch, ale pouze hustou atmosféru, která postupně přechází do pláště. Atmosféra je tvořena převážně lehkými plyny, a to hlavně vodíkem, který tvoří 96,3 % jejího objemu. Při pozorování Saturnu z dálky je planeta světle žlutá, což způsobuje vrstva mraků s nejasnými pásy různých barevných odstínů, které jsou přibližně rovnoběžné s rovníkem planety. Teplota v horní oblačné vrstvě atmosféry dosahuje −140 °C. Objem planety je 764krát větší než objem Země, má však ze všech planet nejmenší hustotu, která dosahuje pouze 0,6873 g/cm3. Jedná se o jedinou planetu ve sluneční soustavě, která má menší střední hustotu než voda. Saturn je znám svou mohutnou soustavou planetárních prstenců, které jsou viditelné ze Země i malým dalekohledem. Vedle prstenců, které se značí velkými písmeny latinské abecedy, obíhá kolem planety také početná rodina měsíců, jichž je k březnu 2025 potvrzeno 274. Největší z nich je Titan, který má jako jediný měsíc ve sluneční soustavě hustou atmosféru.
Jeden oběh okolo Slunce vykoná Saturn za 29,46 pozemského roku. Na noční obloze je snadno pozorovatelný pouhým okem jako nažloutlý neblikavý objekt, jasností srovnatelný s nejjasnějšími hvězdami. Od ekliptiky se nikdy nevzdálí na větší úhlovou vzdálenost než 2,5°. Přechod jedním znamením zvěrokruhu trvá více než 2 roky.

## Vznik a vývoj planety Saturn

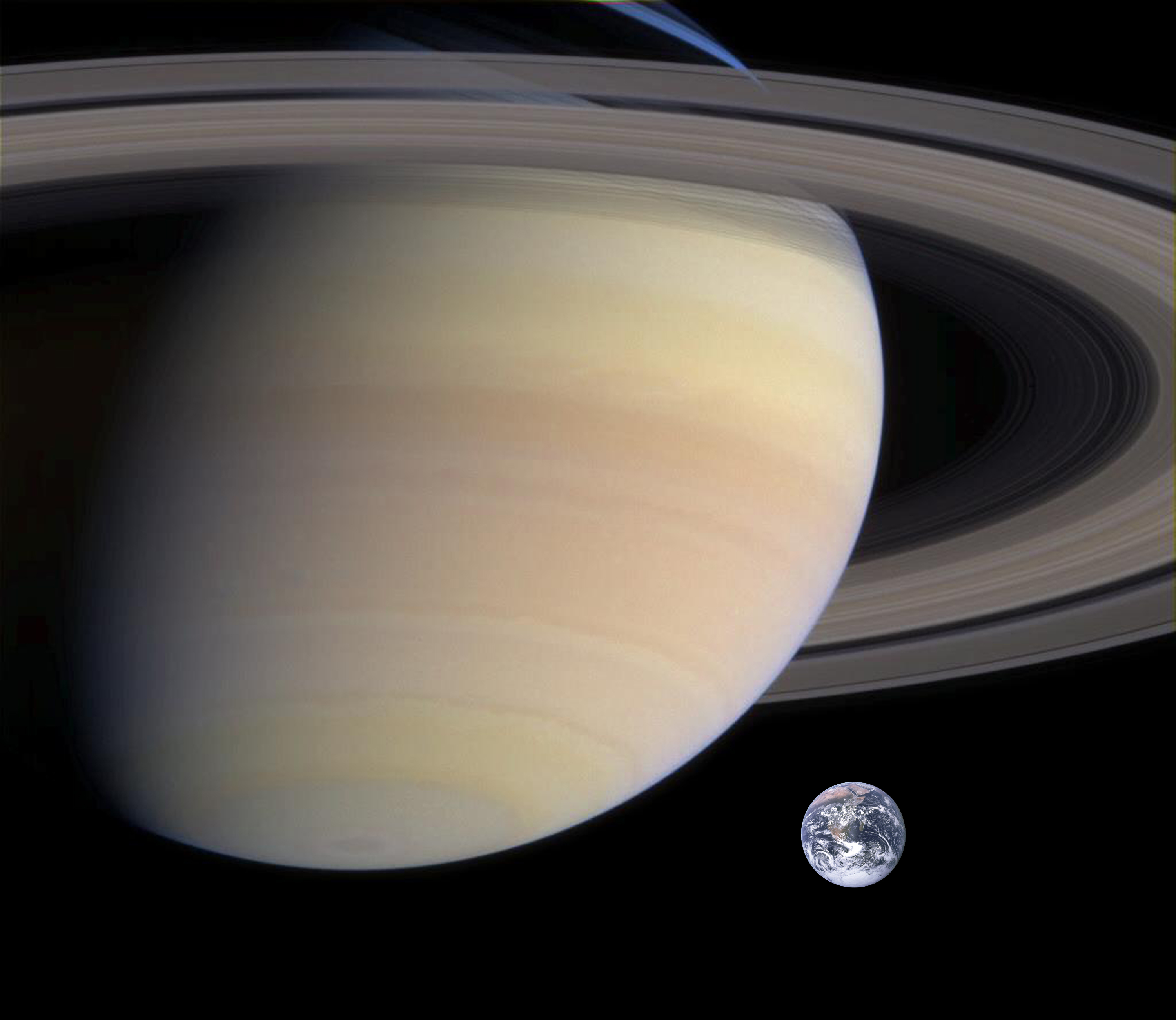
Porovnání Saturnu a Země

Předpokládá se, že Saturn vznikl stejným procesem jako Jupiter z protoplanetárního disku před 4,6 až 4,7 miliardami let. Existují dvě hlavní teorie, jak mohly velké plynné planety vzniknout a zformovat se do současné podoby. Jedná se o teorii akrece a teorii gravitačního kolapsu. Teorie akrece předpokládá, že se v protoplanetárním disku postupně slepovaly drobné prachové částice, čímž začaly vznikat větší částice až posléze balvany. Neustálé srážky těles vedly k jejich narůstání, až vznikla tělesa o velikosti několik tisíc kilometrů. Tato velká železokamenitá tělesa se stala zárodky terestrických planet. Předpokládá se, že podobná tělesa mohla vzniknout i ve vzdálenějších oblastech sluneční soustavy, kde vlivem velké gravitace začala strhávat do svého okolí plyn a prach, který se postupně začal nabalovat na pevné jádro, až planeta dorostla do dnešní velikosti. Protože úniková rychlost na povrchu Saturnu dosahuje 35,49 km/s, což daleko převyšuje tepelnou rychlost molekul, zůstalo na něm nejspíše původní složení atmosféry, kterou nabalil už během vzniku z protoplanetárního disku.
Teorie gravitačního kolapsu na druhou stranu předpokládá, že velké planety nevznikaly postupným slepováním drobných částic, ale poměrně rychlým smrštěním z nahuštěného shluku v zárodečném disku podobným způsobem, který je znám při vzniku hvězd. Podle teorie několika gravitačních kolapsů, jejímž autorem je Alan Boss z Carnegie Institution of Washington, byl vznik plynných obrů krátký a v případě Saturnu trval jen několik století.
Vznik velkých Saturnových měsíců proběhl pravděpodobně stejným způsobem, jako vznikaly kamenné planety. Jelikož je však Saturn velmi vzdálen od Slunce, v žádné z fází vzniku měsíců nevystoupila teplota na vysoké hodnoty jako v případě okolí Jupitera. Vlivem nízkých teplot tak nedošlo k úniku lehce tavitelných látek z původního disku okolo vznikající planety. Předpokládá se, že proto je v Saturnově měsíční soustavě tak vysoké zastoupení vodního ledu. Menší a zpětně obíhající měsíce jsou nejspíše jako v jiných případech zachycené planetky pocházející z jiných oblastí sluneční soustavy.

## Fyzikální a chemické vlastnosti
Saturn je nejvíce zploštělá planeta ve sluneční soustavě. Její rovníkový průměr je přibližně o 10 % větší než polární průměr (rovníkový průměr je 120 536 km, polární průměr je 108 728 km). Možným vysvětlením tohoto jevu je rychlá rotace a spíše tekutá než pevná fáze vodíku v jádře planety, která se působením vnitřního tlaku nevypařuje až do teploty 7000 K. Podobně jako Jupiter i Saturn vyzařuje více energie (např. v podobě tepla 1,78 krát více tepla než dostává od Slunce), což je způsobeno nejspíše klesáním hélia do spodnějších vrstev v atmosféře Saturnu.

### Složení
Saturn se podobně jako Jupiter celkově skládá ze 96.3 % vodíku a 3 % hélia se stopami metanu, vody a amoniaku. Toto složení odpovídá složení původní mlhoviny, ze které se zformovaly všechny planety sluneční soustavy. Předpokládá se, že jádro planety je tvořeno z kovového vodíku či hélia (nebo sloučeniny těchto dvou kovů), což je způsobeno obrovským tlakem panujícím uvnitř planety. Teplota v jádře se odhaduje na 12 000 K. Podle údajů získaných během průletu sondy Voyager 1 je poměr vodíku ku héliu v atmosféře 9:1.

### Vnitřní stavba

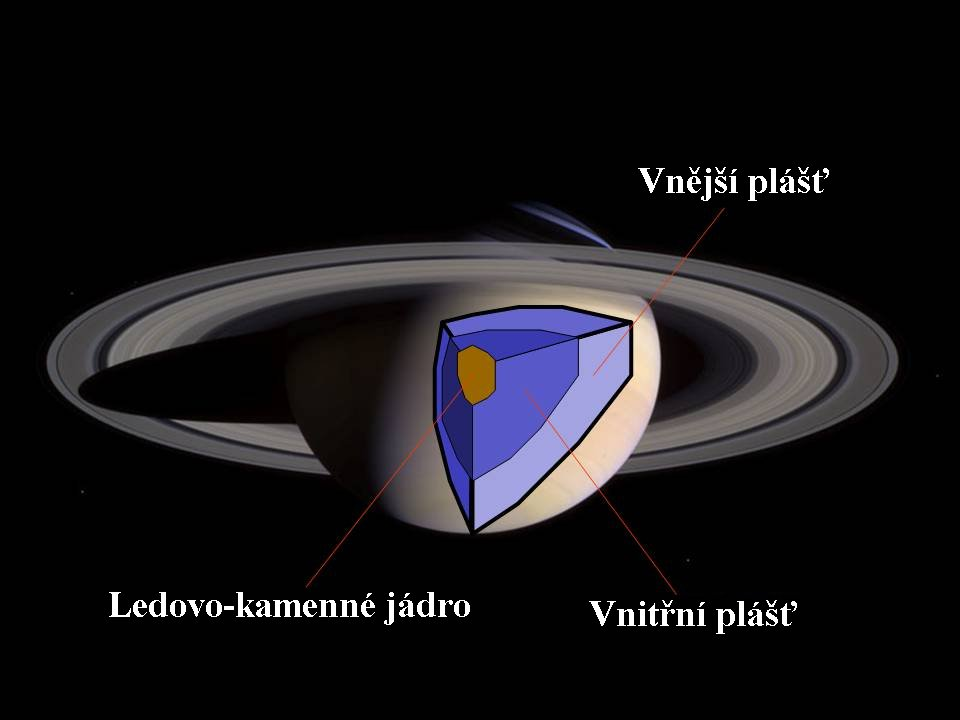
Vnitřní stavba Saturnu

Se vzrůstající hloubkou teplota a tlak ve vnitřku planety narůstá vlivem nadložních vrstev. Mezi atmosférou, povrchem, pláštěm a jádrem nejsou zřetelné hranice. Už 500 km pod vrcholky mraků vodík přechází do kapalného skupenství a vytváří globální oceán tekutého vodíku. Blíže ke středu planety získává kapalný vodík stále více vlastností kovů. Asi v hloubce 25 000 až 33 000 km pod vrchními mraky začíná vrstva tekutého kovového vodíku, která má hloubku přibližně 20 000 km. Kovový vodík je forma vodíku se zvláštními vlastnostmi, mezi které patří velmi dobrá elektrická vodivost.
Jádro planety má přibližně 25 000 km v průměru a tvoří ho pravděpodobně směs skalnatého materiálu a podle některých údajů i ledu. Teplota ve vnitřním jádře je podle odhadů 12 000 K, tlak se odhaduje na 8 miliónů MPa. Hmotnost jádra je 22 násobek hmotnosti Země.

## Atmosféra

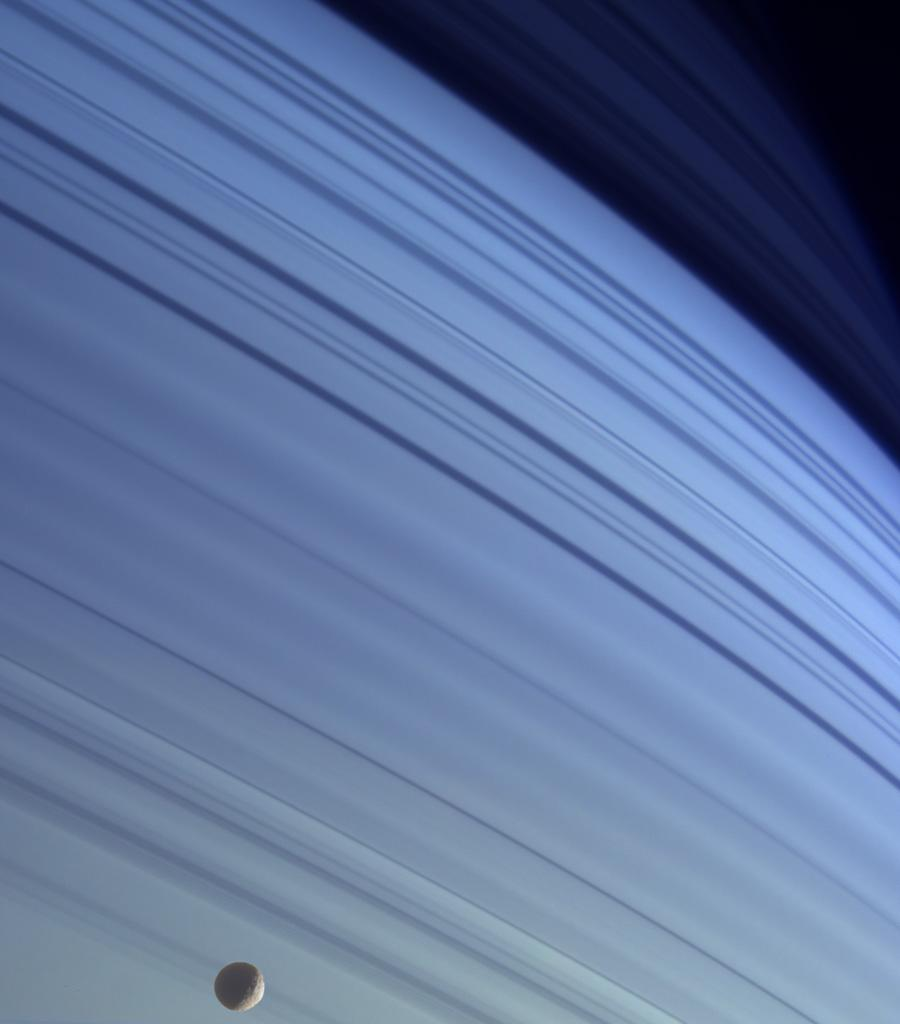
Pohled ze sondy Cassini na severní polokouli Saturnu, kde je zřetelně modrá barva planety způsobená rozptylem slunečního světla v horních vrstvách atmosféry. Tmavé pruhy jsou prstence, měsíc na okraji fotografie je Mimas.

Atmosféra Saturnu se skládá téměř výhradně z vodíku a hélia. Největší zastoupení má molekulární vodík (96,3 %), který je následován héliem (3,25 %). Malý obsah hélia se vysvětluje tím, že těžší hélium klesá přes vodíkovou vrstvu blíže k jádru, kde se hromadí. V horních vrstvách atmosféry se vyskytuje také krystalický amoniak. Vyjma těchto látek obsahuje atmosféra také malé množství metanu a dalších uhlovodíků. Atmosféra Saturnu je vlivem vzdálenosti od Slunce chladnější než atmosféra Jupiteru, ale nacházejí se v ní komplexnější molekuly, například ethan a jiné deriváty metanu.
Ionosféra, extrémně řídká ionizovaná vrstva atmosféry Saturnu, sahá až po prstenec C. Nejvrchnější vrstva atmosféry absorbuje ultrafialové záření, což vede ke vzniku mlžného oparu. Mlha vzniká na polokouli, která je právě nakloněna ke Slunci. V horních mracích dosahuje teplota přibližně −140 °C. S mocností atmosféry směrem k nitru planety postupně roste teplota, což ovlivňuje skupenství různých chemických sloučenin v atmosféře a má za následek vznik mraků různého složení v různých výškových hladinách. Nejvyšší vrstvu tvoří krystalky čpavkového ledu. Pod nimi se nachází vrstva mraků ze siřičitanu amonného. Předpokládá se, že nejnižší vrstvu tvoří mraky tvořené z vodního ledu. K jádru planety padají kapky heliového deště. Přeměna jejich pohybové energie na tepelnou způsobuje, že Saturn vyzařuje přibližně 1,78krát větší množství energie, než dostává od Slunce. Vyzařování energie do okolí pravděpodobně pomáhá ještě další mechanismus, gravitační kolaps (tzv. Kelvinova–Helmholtzova nestabilita) podobně jako v případě Jupiteru.
Nejchladnější částí atmosféry jsou póly, ale americké sondy Voyager 1 a Voyager 2 překvapivě naměřily nízké teploty i ve středu rovníkového pásu.
Žlutá barva planety je způsobena odrazem slunečního světla od horních mraků. Na podrobných záběrech ze sondy Cassini se však atmosféra jeví jako modrá. Bob West z Jet Propulsion Laboratory, člen zobrazovacího týmu Cassini, prohlásil: „Byli jsme velmi překvapeni. Saturn by měl být žlutý.“ Při pozorování z nižších vrstev atmosféry by se obloha Saturnu jevila modrá. Modrá barva je pravděpodobně způsobena rozptylem slunečního světla vlivem tzv. Rayleighova rozptylu na molekulách atmosféry podobně jako tomu je v atmosféře Země. Zatímco světlo na Zemi se rozptyluje na molekulárním dusíku a kyslíku, v atmosféře Saturnu se rozptyluje na molekulárním vodíku. Stále však není jasné, proč je severnější polokoule mnohem výrazněji modrá než jižní. Podle jedné hypotézy je to způsobeno tím, že jižní polokoule obsahuje mnohem více mraků, které se podílejí na žluté barvě planety.

### Počasí a atmosférické útvary

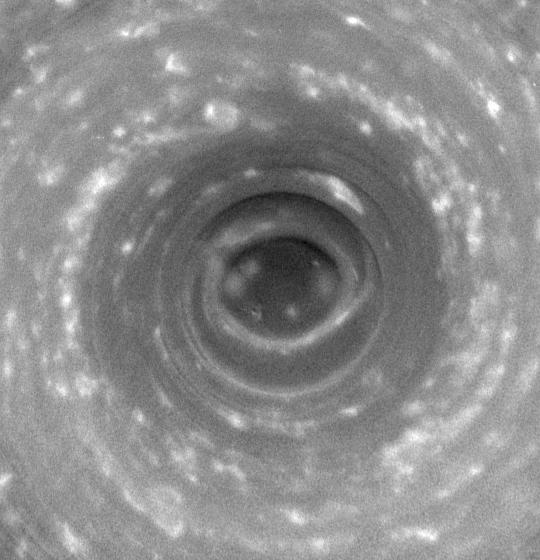
Jižní polární vír na Saturnu

V Saturnově atmosféře vanou větry, které dosahují rychlosti až 400 m/s v oblasti pólů, v rovníkové oblasti dosahují rychlosti až 500 m/s, což je pětkrát více než nejrychlejší větry na Jupiteru. Převážná část větrů směřuje východním směrem a přebírají rotaci planety. Západním směrem vanou pouze slabší větry v severních šířkách. Větry se projevují pohybem mraků a vytvářením tmavších pásem oblaků rovnoběžných s rovníkem a světlejších pásem mezi nimi. V důsledku metanového zákalu ve velkých výškách však tyto oblačné pásy nejsou tak kontrastní jako v případě Jupiteru.
Polární zploštění působí střídání světlejších a tmavších pruhů v atmosféře, které obíhají rovnoběžně s rovníkem. Různé zbarvení pruhů je způsobeno rozdílným chemickým složením a různě silnou oblačností. Atmosférické pásy jsou méně výrazné než u Jupitera a v oblasti rovníku jsou i širší. Podle jiného zdroje jsou pásy naopak tenčí a mají složitější, i když méně výraznou strukturu než pásy Jupitera.
Výraznými atmosférickými útvary jsou světlé skvrny podobné tlakovým nížím na Zemi, ale mnohonásobně větší. Jsou vytvářeny konvektivními proudy v atmosféře. Je pro ně typické, že rychle mění tvar a po čase zmizí. Bílé skvrny jsou pravděpodobně velké výbuchy plynů z vnitřních oblastí planety. Dalšími projevy konvekce jsou vlnové řetězce.
V prosinci roku 1994 objevil Hubbleův dalekohled bílé bouřkové víry ve tvaru klínu, jeden z největších pozorovaných bouřkových útvarů v atmosféře Saturnu. Bouře se nacházela těsně nad jeho rovníkem a způsoboval ji proud přehřátých plynů stoupajících z nejnižších vrstev atmosféry. Novější snímky zobrazily její pohyb a detailně zachytily změny její struktury. Bílé bouřkové mraky byly tvořeny krystalky amoniaku.
V červnu až září roku 2004 bylo možno pozorovat intenzivní rádiové emise, které dostaly jméno Dračí bouře. Generátorem radiového záření byly silné výboje statické energie. Tento gigantický hurikán byl poháněn energií, kterou produkovaly dynamické procesy v hlubších částech atmosféry. Dračí bouře se nachází v páse zvaném „Alej bouřek“.

#### Polární útvary
Dne 4. února 2004 objevil Glenn S. Orton a Padma Yanamandra-Fisherová pomocí přístroje Long Wavelength Spectrometer na Keckově observatoři relativně teplý polární vír, první případ teplé polární čepičky ve sluneční soustavě. Během měření byl pozorován nárůst teploty z 88 K na 89 K a později až na 91 K v oblasti pólů. Jde o nejteplejší místo na planetě. Polární víry na Zemi, Jupiteru, Marsu a Venuši jsou chladnější než jejich okolí, polární vír v jižních šířkách Saturnu je však teplejší než okolí. Neobvyklá je celá teplejší kompaktní oblast na póle planety. Na Zemi je tento efekt pouze krátkodobý, avšak na Saturnu se jedná o dlouhodobý jev. Z pozorování se zjistilo, že teplota výrazně stoupá na 70° jižní šířky a opět na 87°. Toto náhlé zvýšení teploty pravděpodobně způsobuje koncentrace částic v okolí jižního pólu, které absorbují sluneční světlo a teplo.

##### Šestiúhelník (hexagon)

Animace rotace polárního šestiúhelníku

Okolo severního pólu planety obíhá záhadná struktura ve tvaru šestiúhelníku (anglicky hexagonal cloud). První snímky tohoto útvaru pocházejí již od sondy Voyager 1 a 2, podrobnější snímky útvaru pak přinesla sonda Cassini. Z pozorování za dlouhý čas vyplývá, že šestiúhelník s průměrem 25 000 km je stabilní a nejedná se o krátkodobý jev. Jeho strany a úhly jsou pravidelné. Tento útvar do určité míry připomíná atmosférické víry nad zemskými póly, planetology však zaráží, že nemá zaoblený tvar. Šestiúhelník je vnořený 100 km do atmosféry a zachovává si svůj tvar minimálně do 75 km hloubky. V současnosti je tento útvar zahalený do tmy polární noci, proto ho sonda Cassini může pozorovat jen pomocí infračerveného mapovacího spektrometru.
Vědci z oxfordské univerzity prováděli experimenty s dynamikou tekutin a podařilo se jim dosáhnout obdobného šestiúhelníkového tvaru. V rotujícím válci s vodou vytvořili další proudy, po obarvení tekutin viděli podobný šestiúhelník. To nasvědčuje tomu, že hexagon na severním pólu Saturnu skutečně je výsledkem dynamické interakce mezi jednotlivými proudy v atmosféře.

### Roční období
Na Saturnu se střídají dvě roční období a to léto a zima. Léto nastává, když je Saturn nakloněný ke Slunci tak, že je Slunce v rovině s prstenci Saturnu a sluneční paprsky dopadají na povrch pod menším úhlem než v zimě, a tedy se jich méně odráží do okolního prostředí. Tato dvě roční období se na planetě střídají přibližně každých 15 let. Na planetě se však roční období nijak neprojevují, což je způsobeno vlivem atmosféry a vnitřními procesy v Saturnu. Ve výskytu mohutných bouřkových útvarů se však projevuje jistá periodicita. Mezi výskytem třech největších dosud pozorovaných útvarů uplynulo vždy přibližně 57 let, což jsou 2 oběhy Saturnu kolem Slunce. Pozorování je však zatím příliš málo na to, aby mohli vědci tvrdit, že výskyt velkých bouřek je pravidelný a souvisí s příchodem léta na severní polokouli planety.

### Magnetosféra

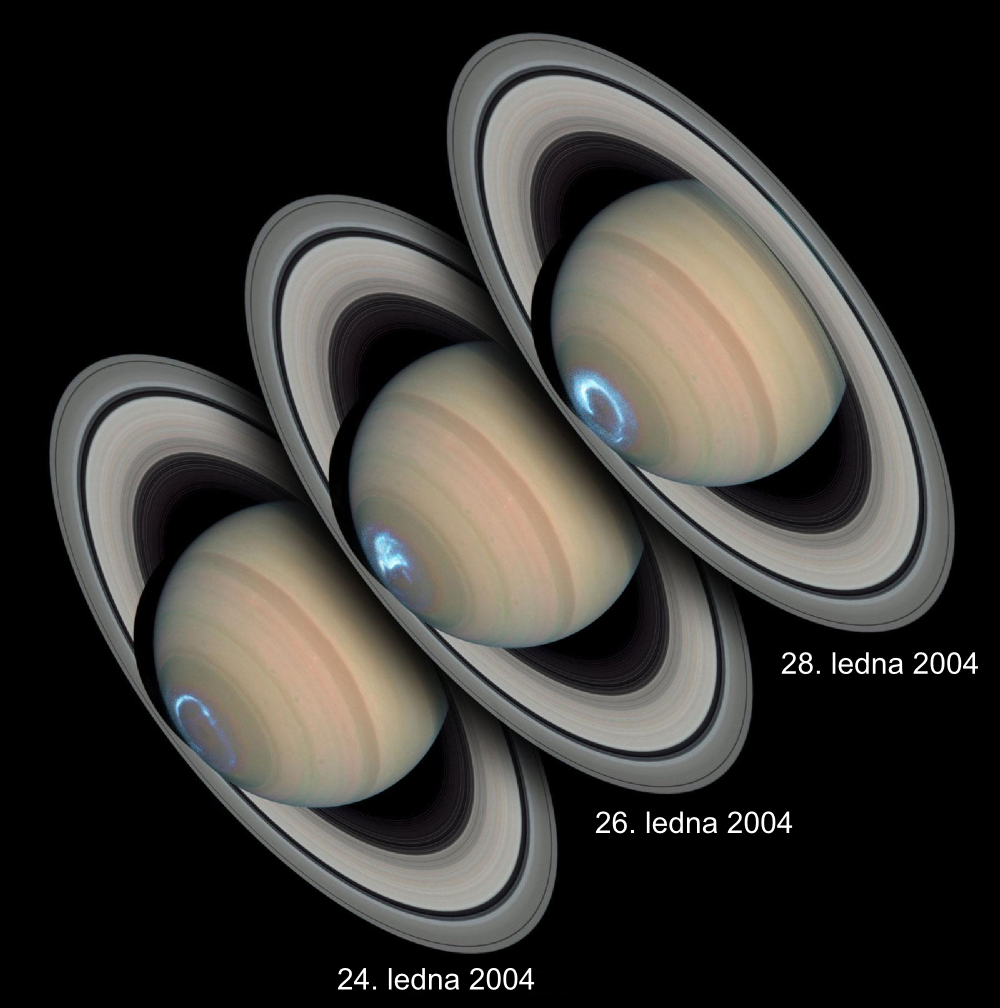
Polární záře na Saturnu. Trojice snímků vznikla kombinací snímků v ultrafialovém a viditelném spektru, přičemž ultrafialové záběry vznikly v lednu 2004 za pomoci Hubbleova vesmírného dalekohledu a viditelné až v březnu téhož roku.

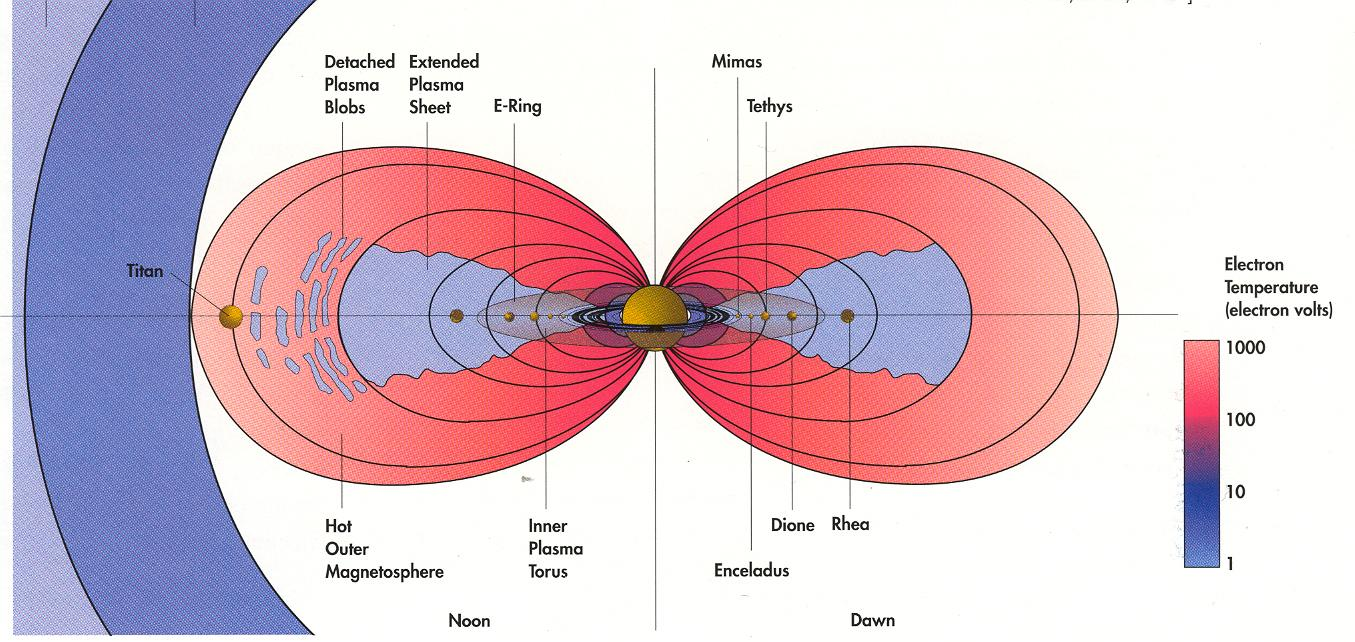
Struktura magnetosféry Saturnu

Magnetické pole Saturnu objevila sonda Pioneer 11 v roce 1979. Má mnohem menší intenzitu než magnetické pole Jupiteru a jde o nejslabší magnetické pole mezi všemi plynnými obry. Na rovníku dosahuje hodnoty 21 μT, a je tedy jen o málo silnější než magnetické pole Země.[rozpor] Ve srovnání s pozemským magnetickým polem však Saturnovo pole vykazuje silnější dipólový charakter a současně je magnetické osa téměř rovnoběžná s rotační osou planety. Orientace magnetického pólu je stejná jako u Jupiteru. Magnetické pole je nejspíše generováno hydromagnetickým dynamem, které je o něco hlouběji než v případě Jupitera. Magnetosféra sahá daleko do prostoru, ale vlivem slunečního větru není podobně jako u ostatních planet stejně rozsáhlá na obě strany. Na přivrácené straně ke Slunci je pole vlivem tlaku proudících částic deformováno směrem k planetě tvořící plazmový torus, který je největší v celé sluneční soustavě. Pole sahá do vzdálenosti asi 1,1 miliónu km, na odvrácené straně bude protaženo do chvostu, který se táhne za planetou, ale jeho délka není v současnosti známá. V magnetosféře Saturnu se nacházejí všechny jeho prstence a měsíce. Oproti jiným magnetosférám však Saturnova vykazuje odchylky v poli, které nejspíše souvisejí s přítomností prstenců kolem planety.
Nabité částice v magnetosféře obíhají planetu stejnou rychlostí jakou ona rotuje kolem své osy. V oblasti dráhy Titánu dosahuje rychlost pohybu částic až 193 km/s, takže částice měsíc při jeho oběhu dokonce předbíhají, jelikož ten obíhá pomaleji. Atomy vodíku v prstenci však nejsou ionizované, a proto se nezúčastňují pohybu částic magnetosféry.
Vlivem existence magnetosféry se v oblasti pólů příležitostně vyskytují polární záře, které jsou viditelné v ultrafialové části spektra. Ve viditelném spektru nebyly polární záře zatím pozorovány, což může souviset s tím, že jsou slabší než na Jupiteru a jejich pozorování je rušeno odrazy a rozptýleným světlem na prstencích planety. Pozorované polární záře sahají až 1 600 km nad oblačnou vrstvu planety. Sledováním zmenšování a zvětšování se polární záře mohou astronomové na dálku sledovat atmosféru planety a současně i její magnetické pole. Novější studie polární záře založené na pozorování sondy Cassini a Hubbleova dalekohledu ukázaly, že polární záře Saturnu se liší od polárních září jiných planet. Pozorovaný polární prstenec často není spojitý a má tvar neúplného kruhu, oproti pozemské polární záři se v průměru na obloze vyskytuje i po delší čas.
Z přítomnosti magnetosféry vyplývá i přítomnost radiačních pásů planety, tedy oblastí kolem rovníku, ve kterých se zachytávají částice slunečního větru. Záření z radiačních pásů je tak slabé, že na rozdíl od záření Jupiterových pásů není měřitelné soudobými přístroji ze Země. V blízkosti prstenců a měsíců nejsou radiační pásy spojité, protože jejich částice pohlcují elektricky nabité částice slunečního větru. Nejmenší částice prstence však po srážce s nabitými částicemi radiačního pásu opouští prstenec a přidávají se ke stacionárně rotujícím částicím magnetosféry.

## Dráha a rotace
Saturn obíhá Slunce ve střední vzdálenosti 1426,9 miliónu km, což je přibližně dvojnásobek vzdálenosti Jupitera od Slunce a téměř desetinásobek vzdálenosti Země od Slunce. Oběžná dráha je eliptická, blízká kruhové. Odklon osy od kolmice na ekliptiku je 26,7°, zhruba o 4 stupně více, než je skloněna rotační osa Země. Sklon osy rotace planety vůči oběžné dráze Země má velký význam z hlediska viditelnosti Saturnových prstenců ze Země, kdy jsou vidět lépe či hůře, v závislosti na jejich sklonu vůči pozemskému pozorovateli a množství odráženého slunečního světla směrem k pozorovateli. Sklon osy rotace se bude nadále zvětšovat. Oběžná rychlost dosahuje 9,66 km/s, což odpovídá 34 703 km/h.
Jedna otočka planety kolem vlastní osy trvá 10,66 hodiny. Saturn se tak řadí mezi planety s nejkratším dnem. Rychlejší rotaci má již pouze Jupiter. Rotace je diferenciální, což znamená, že rychlost není ve všech částech planety stejná. Klesá od rovníku směrem k pólu. Na rovníku vykoná jednu otočku za 10 h a 14 min, kdežto například na 57° šířky trvá jedna otočka již 11 hodin a 7,5 minuty.

## Prstence

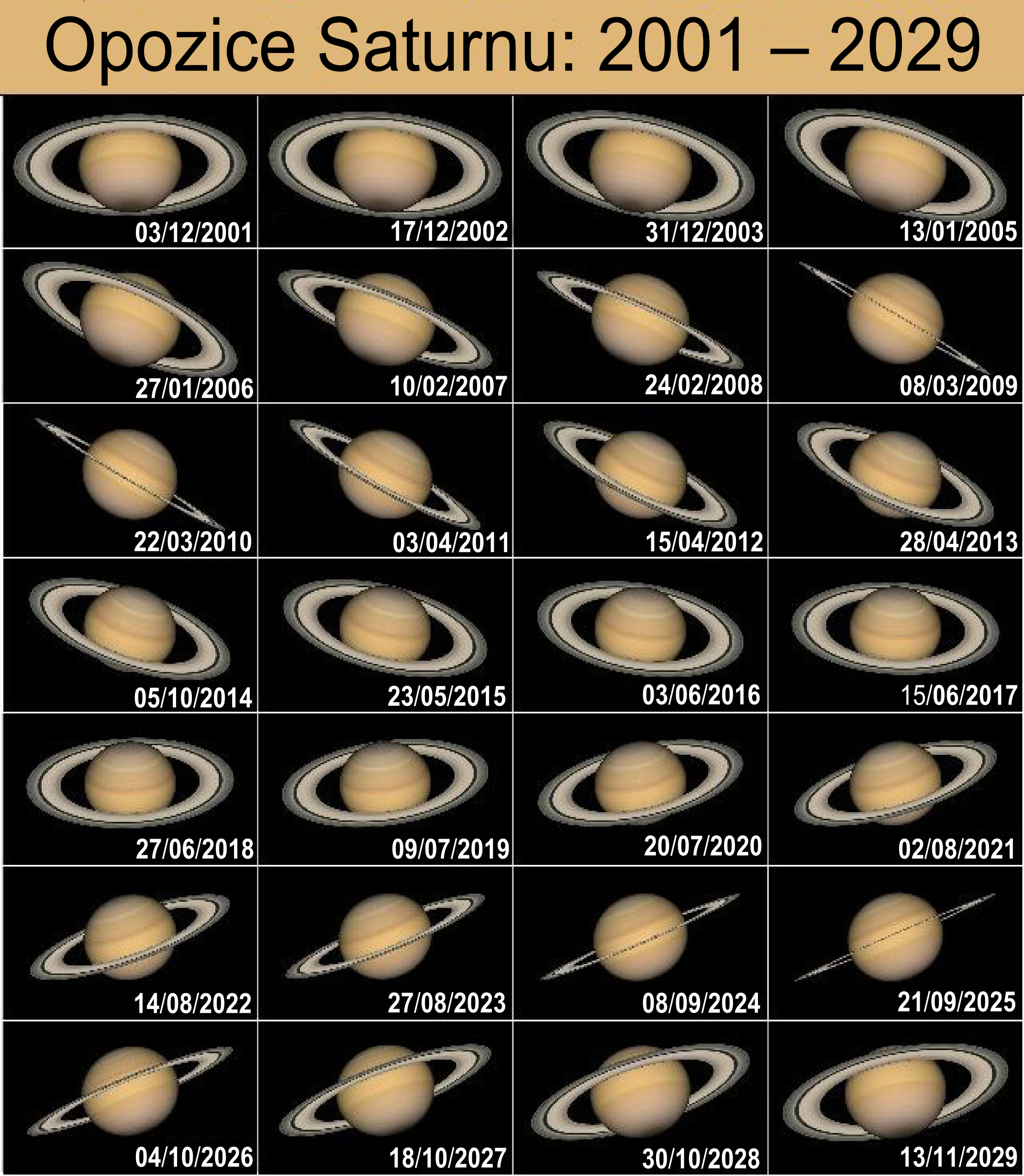
Nasměrování prstenců v čase

Saturnovy prstence mají celkový průměr 420 000 km, ale tlusté jsou až na výjimky maximálně několik set metrů. Jsou tvořeny ledovými úlomky, prachem, kamením a balvany, které nemají průměr větší než několik metrů. Mezi prstenci leží dráhy nejvnitřnějších měsíců. Měsíc Pan obíhá v mezeře nazývané Enckeho dělení ve vnější části prstence A. Jiný měsíc Atlas obíhá na okraji prstence A, zatímco Prometheus a Pandora obíhají každý z jedné strany prstence F. Některé měsíce nalezneme na shodných drahách.
Saturn má nejvýraznější a nejjasnější soustavu prstenců ze všech planet sluneční soustavy. Původně byly známé jedině Saturnovy prstence a planeta Saturn byla těmito prstenci ojedinělá. Až v roce 1977 byly objeveny nevýrazné prstence okolo planety Uran a poté i okolo Jupitera a Neptunu.
Prstence jsou tvořeny velkým množstvím drobných částeček různé velikosti od prachových zrnek až po objekty velké desítky metrů. Pravděpodobně se jedná o kousky hornin obohacené kousky vodního ledu. Každá částice obíhá planetu samostatně okolo rovníku a při oběhu se řídí Keplerovými zákony. Znamená to, že nejbližší částice obíhají Saturn nejrychleji (jednou za 4,9 hodiny) a nejvzdálenější pomaleji (jednou za 2 dny). Přelety sond ukázaly, že hlavní prstence jsou tvořeny množstvím malých jemných prstenců. Původ prstenců není do dneška zcela jasně vysvětlen. Jedna teorie předpokládá, že se zformovaly přirozeně z původního materiálu protoplanetárního disku, dle jiné teorie se jedná o měsíc rozpadlý vlivem slapových sil. Odhaduje se, že celková hmotnost prstenců dosahuje pouze 1 % hmotnosti pozemského Měsíce. Ukazuje se totiž, že prstence jsou jen 10 až 100 miliónů let staré.
Zvláštností je poslední prstenec Saturnu, který je velmi řídký a nachází se ve vzdálenosti téměř 100× větší než „klasické“ prstence. Byl objeven v roce 2009 Spitzerovým vesmírným dalekohledem při pozorování v infračervené oblasti spektra. Předpokládá se, že je složen pouze z jemných prachových částic, které jen málo odrážejí viditelné světlo. To spolu s jeho extrémně nízkou hustotou způsobuje, že není v klasických dalekohledech pozorovatelný. Existuje podezření, že jde o materiál vytržený z měsíce Phoebe.

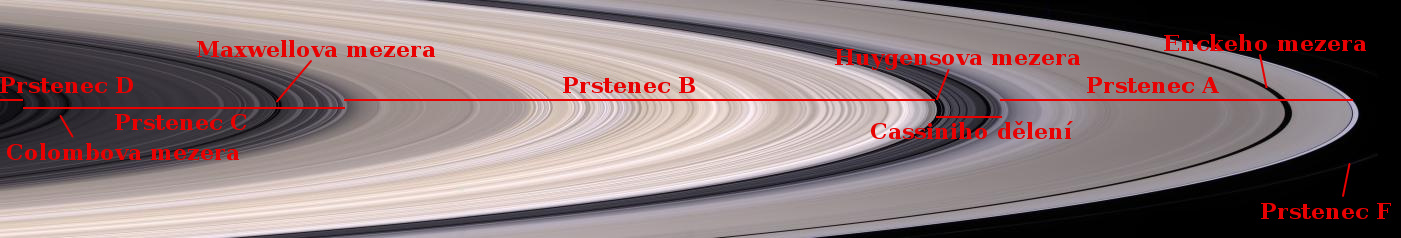
Panoramatický pohled na prstence Saturnu. Širší, šedý prstenec je prstenec A. Z vnitřní strany ho vymezuje Cassiniho dělení, největší mezera mezi Saturnovými prstenci. Za ní se nachází široký prstenec B, potom tenčí a tmavší prstenec C a nejvnitřnější je prstenec D. Prstenec E zde není zobrazen – nachází se mnohem dále.

Celkově se „klasické“ prstence dělí směrem od planety na D, C, B, A, F, G a E. Jednotlivé prstence jsou od sebe odděleny mezerou. Nejvzdálenější část systému Saturnových prstenců viditelných ze Země tvoří prstenec A. Prstenec A je od nejširšího a nejjasnějšího prstence B oddělen tmavou mezerou širokou 4500 km zvanou Cassiniho dělení, která je viditelná v dalekohledu o průměru alespoň 7,5 cm. Následuje částečně průhledný prstenec C. Slabší prstence D a F leží uvnitř a vně viditelných prstenců. Jiné dva prstence G a E leží za prstencem F. V roce 2004 objevila sonda Cassini náznaky dalších prstenců, které dostaly předběžná označení R/2004 S1 a R/2004 S2. Ani v mezerách mezi prstenci však není úplně prázdný prostor, jelikož jsou vyplněny řadou slabých prstenců.
Celkově komplex prstenců zabírá přibližně 250 000 km a má tloušťku jen okolo stovek m, ale většinou jsou prstence tenčí. Výjimkou je prstenec E, jehož tloušťka se odhaduje na 300 000 km, a nově objevený řídký prstenec, který se rozprostírá ve vzdálenosti 6 až 12 miliónů km od Saturnu a jehož tloušťka je přibližně 20× větší než je průměr Saturnu.

## Měsíce

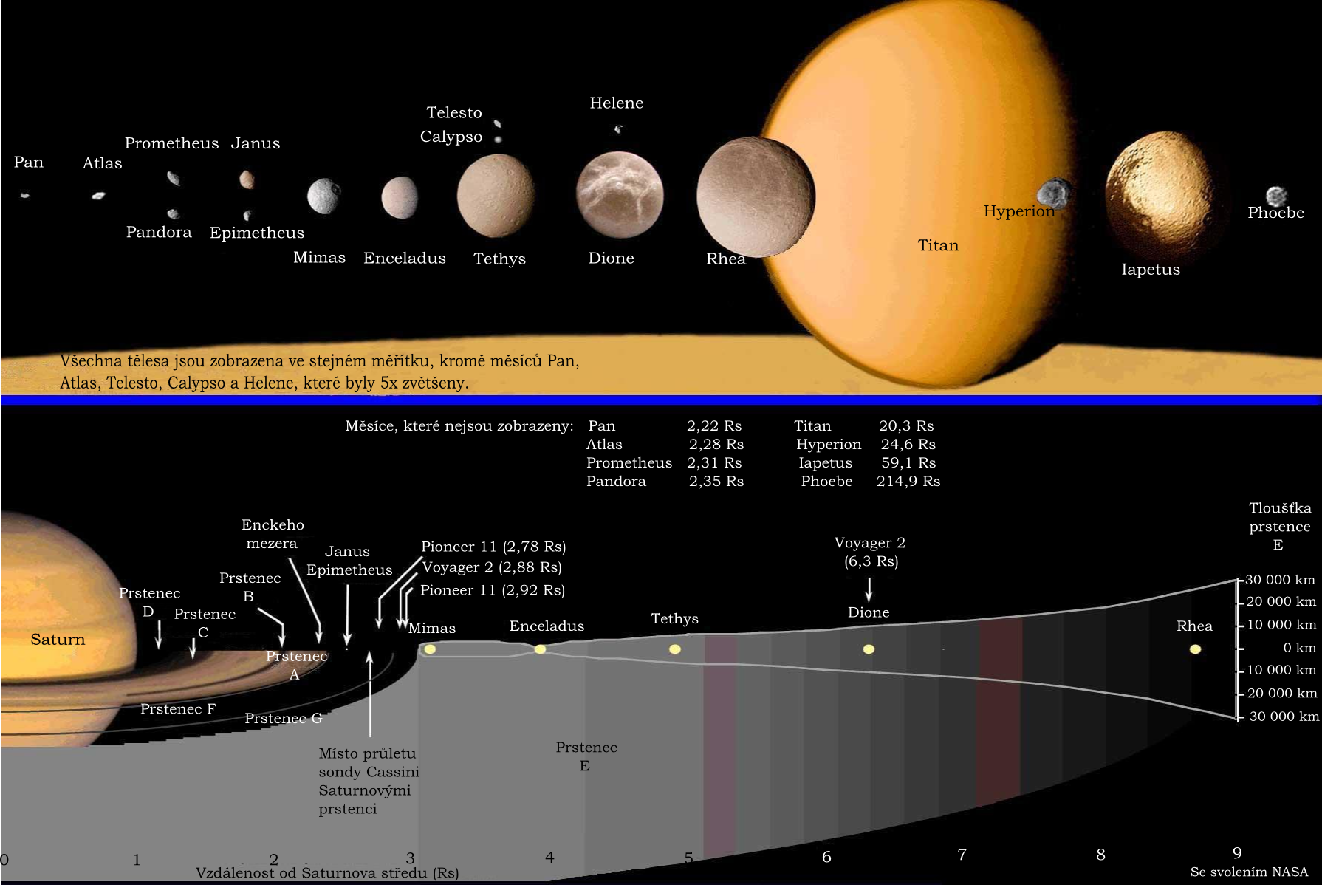
Schéma Saturnových měsíců

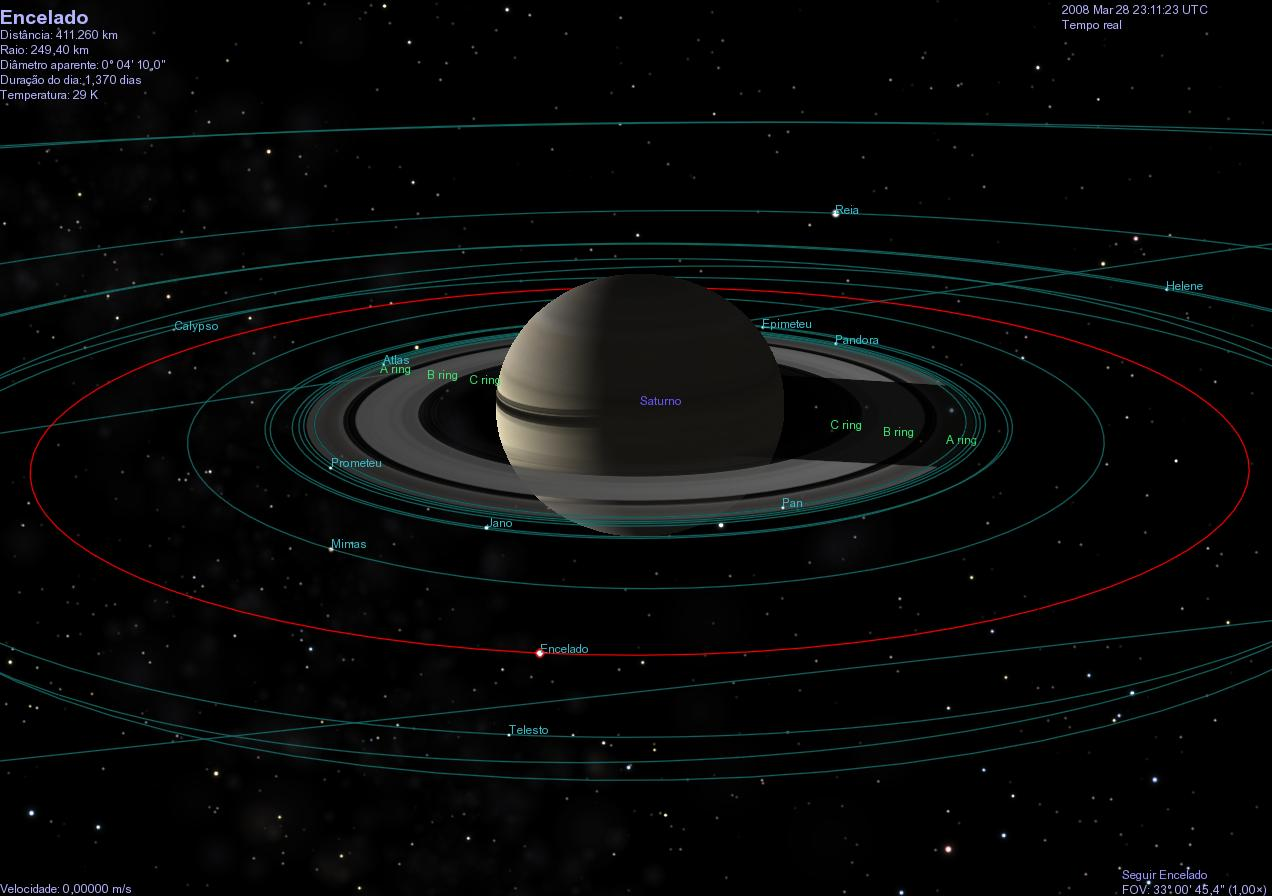
Dráhy obíhajících měsíců s pozicí prstenců

Doposud je k březnu 2025 známo 274 měsíců Saturnu, z čehož 53 měsíců je pojmenováno a 30 měsíců má provizorní označení. Nejbližší objevený měsíc Pan obíhá ve vzdálenosti 133 583 km, nejvzdálenější pojmenovaný měsíc je Ymir ve vzdálenosti 23 100 000 km. Pouze 4 nebo 6 největších měsíců má kulatý tvar, ostatní jsou nepravidelné. Vlivem zlepšování pozorovacích metod a techniky neustále přibývají nalezené měsíce. Před lety sond Voyager bylo známo pouze 9 měsíců, ale za posledních 20 let se jejich počet více než zdvojnásobil.
Největším měsícem Saturnu je Titan o průměru 5 150 km, který byl objeven jako první. Titan je větší než planeta Merkur a je obklopen vlastní hustou atmosférou složenou hlavně z molekulárního dusíku a metanu. Po Ganymedovi je druhým největším měsícem sluneční soustavy a je jediným měsícem s hustou atmosférou. Jeho povrch je pevný, ale na jeho povrchu je už potvrzeno minimálně jedno jezero tekutých uhlovodíků. Povrchové teploty na Titanu dosahují asi −178 °C a tlak 160 kPa. Titan se stal po Měsíci druhým měsícem, na kterém přistála evropsko-americká sonda — Huygens.
Druhý největší měsíc Saturnu je Rhea, do roku 2010 největší známý měsíc ve sluneční soustavě bez atmosféry. Skládá se ze směsi vodního ledu a křemičitanů a není příliš pravděpodobné, že má malé kamenité jádro. Spolu s měsícem Japetem je viditelný i pomocí malých dalekohledů. Japetus je zvláštní tím, že jedna polokoule je světlá a druhá tmavá a kolem rovníku se táhne vysoký hřeben. Podobný zvláštní jev vykazuje i další velký měsíc Dione, u kterého je odrazivost polokoule ve směru jeho pohybu o 30 až 40 % větší než odrazivost druhé polokoule. Na povrchu měsíce Mimas se nachází obrovský kráter Herschel, které se řadí k největším impaktním kráterům v poměru k velikosti těles.
Měsíc Enceladus s průměrem 512 km má největší albedo ze všech měsíců sluneční soustavy. Vykazuje vulkanickou aktivitu, přičemž sopky namísto roztaveného magmatu chrlí vodu, která se okamžitě přeměňuje vlivem nízkých teplot na led. Teplo způsobující vulkanismus vzniká vlivem silných slapových jevů okolních měsíců a mateřské planety. Okolo Enceladu je velmi řídká atmosféra. Pozoruhodný měsíc je též Tethys, který sdílí dráhu s dalšími dvěma malými měsíci Telesto a Calypso. Tyto malé měsíce obíhají v libračních bodech Tethysu. Podobně i měsíce Helene a Dione mají společnou oběžnou dráhu. Dvojice měsíců Prometheus a Pandora obíhá z opačných stran prstence F a jejich gravitační působení udržuje částice v prstenci.
| Saturnovy největší měsíce v porovnání s Měsícem Země. | Saturnovy největší měsíce v porovnání s Měsícem Země. | Saturnovy největší měsíce v porovnání s Měsícem Země. | Saturnovy největší měsíce v porovnání s Měsícem Země. | Saturnovy největší měsíce v porovnání s Měsícem Země. | Saturnovy největší měsíce v porovnání s Měsícem Země. |
| Jméno                                                 | Datum objevu                                          | Průměr (km)                                           | Hmotnost (kg)                                         | Střední oběžná vzdálenost (km)                        | Perioda oběhu (dni)                                   |
| ----------------------------------------------------- | ----------------------------------------------------- | ----------------------------------------------------- | ----------------------------------------------------- | ----------------------------------------------------- | ----------------------------------------------------- |
| Mimas                                                 | 17. září 1789                                         | 400 (10 % Měsíce)                                     | 0,4×1020 (0,05 % Měsíce)                              | 185 000 (50 % Měsíce)                                 | 0,9 (3 % Měsíce)                                      |
| Enceladus                                             | 28. srpna 1789                                        | 500 (15 % Měsíce)                                     | 1,1×1020 (0,2 % Měsíce)                               | 238 000 (60 % Měsíce)                                 | 1,4 (5 % Měsíce)                                      |
| Tethys                                                | 21. března 1684                                       | 1 060 (30 % Měsíce)                                   | 6,2×1020 (0,8 % Měsíce)                               | 295 000 (80 % Měsíce)                                 | 1,9 (7 % Měsíce)                                      |
| Dione                                                 | 21. března 1684                                       | 1 120 (30 % Měsíce)                                   | 11×1020 (1,5 % Měsíce)                                | 377 000 (100 % Měsíce)                                | 2,7 (10 % Měsíce)                                     |
| Rhea                                                  | 23. prosince 1672                                     | 1 530 (45 % Měsíce)                                   | 23×1020 (3 % Měsíce)                                  | 527 000 (140 % Měsíce)                                | 4,5 (20 % Měsíce)                                     |
| Titan                                                 | 25. března 1655                                       | 5 150 (150 % Měsíce)                                  | 1 350×1020 (180 % Měsíce)                             | 1 222 000 (320 % Měsíce)                              | 16 (60 % Měsíce)                                      |
| Iapetus                                               | 25. října 1671                                        | 1 440 (40 % Měsíce)                                   | 20×1020 (3 % Měsíce)                                  | 3 560 000 (930 % Měsíce)                              | 79 (290 % Měsíce)                                     |

## Pozorování

### Historie pozorování

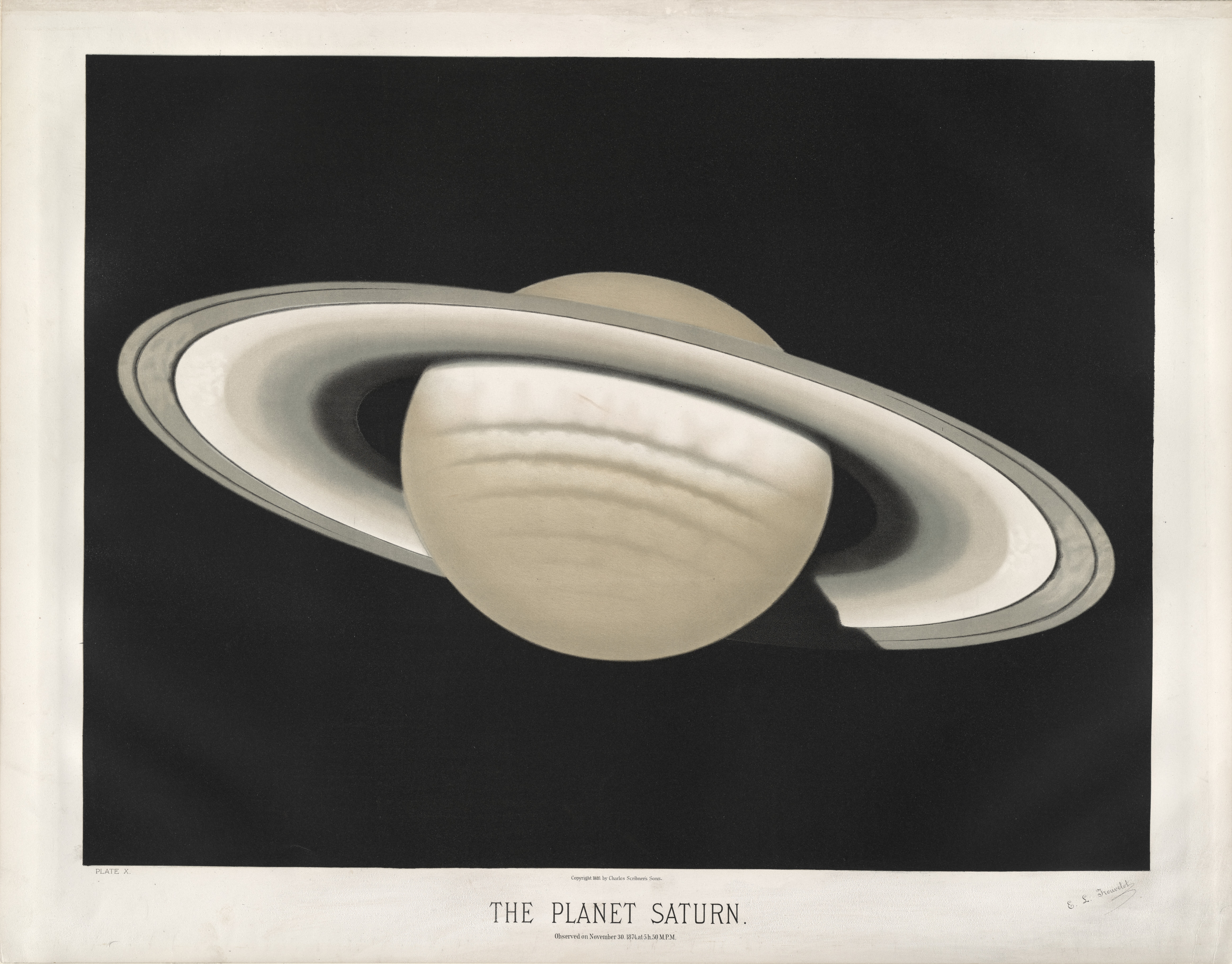
Saturn na astronomickém výkresu z 19. století (Trouvelot, 1881)

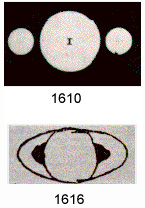
Galileovy kresby Saturnu. Galileo původně považoval prstence za velké měsíce.

Saturn je snadno pozorovatelný pouhým okem. Lidé jej proto znali již od pravěku. První historicky doložené pozorování této planety pochází do období okolo roku 650 př. n. l. z oblasti Mezopotámie. V dochovaném textu je zmínka o zákrytu planety Měsícem. V nejstarších modelech nebeské sféry, které byly geocentrické, byl nejvzdálenější planetou od Země a obíhal ji mezi oběžnou dráhou Jupiteru a nejvzdálenější sférou hvězd.
V roce 1610 se pozorováním Saturnu zabýval Galileo Galilei. Kvůli nedokonalé optice použitých dalekohledů, která umožňovala pouze 32násobné zvětšení, neodhalil podstatu Saturnových prstenců a pokládal je za dvě samostatná tělesa, doprovázející vlastní planetu, a považoval tedy Saturna za trojplanetu. Dalšími pozorováními však zjistil, že tyto oběžnice po stranách planety pravidelně mizí, což bylo způsobeno měnícím se sklonem prstenců vůči Slunci a Zemi. Toto zjištění ale nebyl Galileo do své smrti schopen vysvětlit. Teprve v roce 1656 přinesl správné vysvětlení pozorovaných jevů holandský astronom, matematik a fyzik Christiaan Huygens, který jako první prohlásil, že Saturn je obklopen kruhovým prstencem. Jeho závěr byl založen na nových pozorováních planety započatých v roce 1655 pomocí dalekohledu s 50násobným zvětšením. V dubnu téhož roku pak objevil také největší Saturnův měsíc Titan a určil poměrně přesně jeho oběžnou dobu.
V 70. a 80. letech 17. století byly objeveny další čtyři měsíce Saturnu, a to Japetus, Rhea, Tethys a Dione. Skutečnost, že Saturnův prstenec se ve skutečnosti skládá z více vzájemně oddělených prstenců, zjistil jako první francouzský astronom Giovanni Domenico Cassini v roce 1675. Jím objevená mezera mezi prstenci se dodnes označuje termínem Cassiniho dělení na jeho počest.
V roce 1789 změřil William Herschel zploštění planety. Poměr rovníkového průměru k polárnímu odhadl na 11:10. Od konce 18. století již technika umožňovala rozeznávat bílé skvrny v atmosféře planety, kterých si poprvé v roce 1796 všimli Johann Hieronymus Schröter a jeho asistent Karl Ludwig Harding na observatoři v blízkosti Brém. Skvrny byly později příležitostně pozorovány i v 19. a 20. století (a to v letech 1876, 1903, 1930, 1960 a 1990). Z novějších pozorování vyplývá, že se objevují přibližně každých 27 až 30 let, což koresponduje s oběžnou dráhou Saturnu kolem Slunce, která je přibližně 29,5 roku.
V 19. století také prokázal J. E. Keeler, že jednotlivé prstence nejsou jednolité, ale skládají se z nesmírného počtu malých částic.

### Současné pozorování

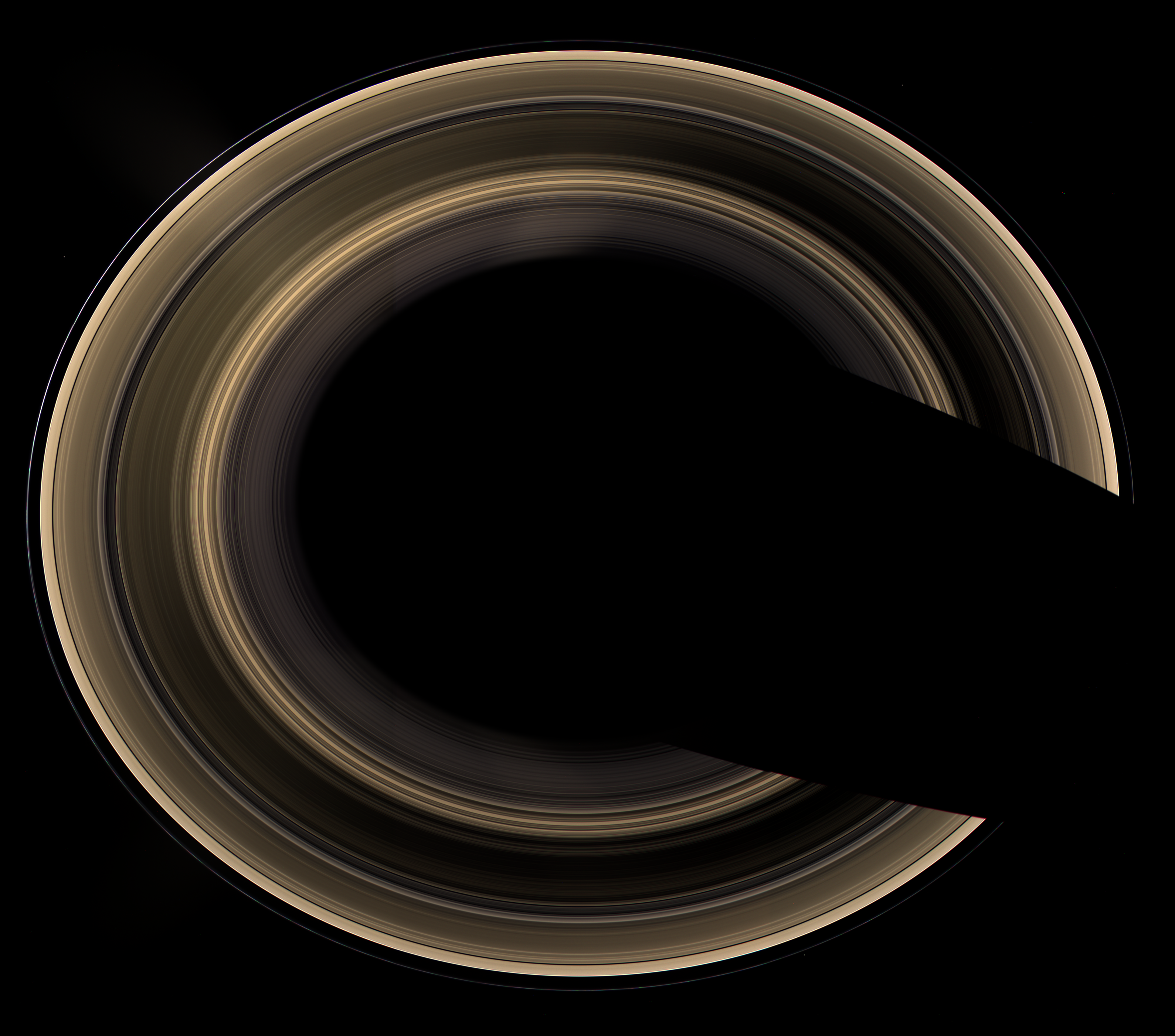
Pohled na prstence planety vrhající stín

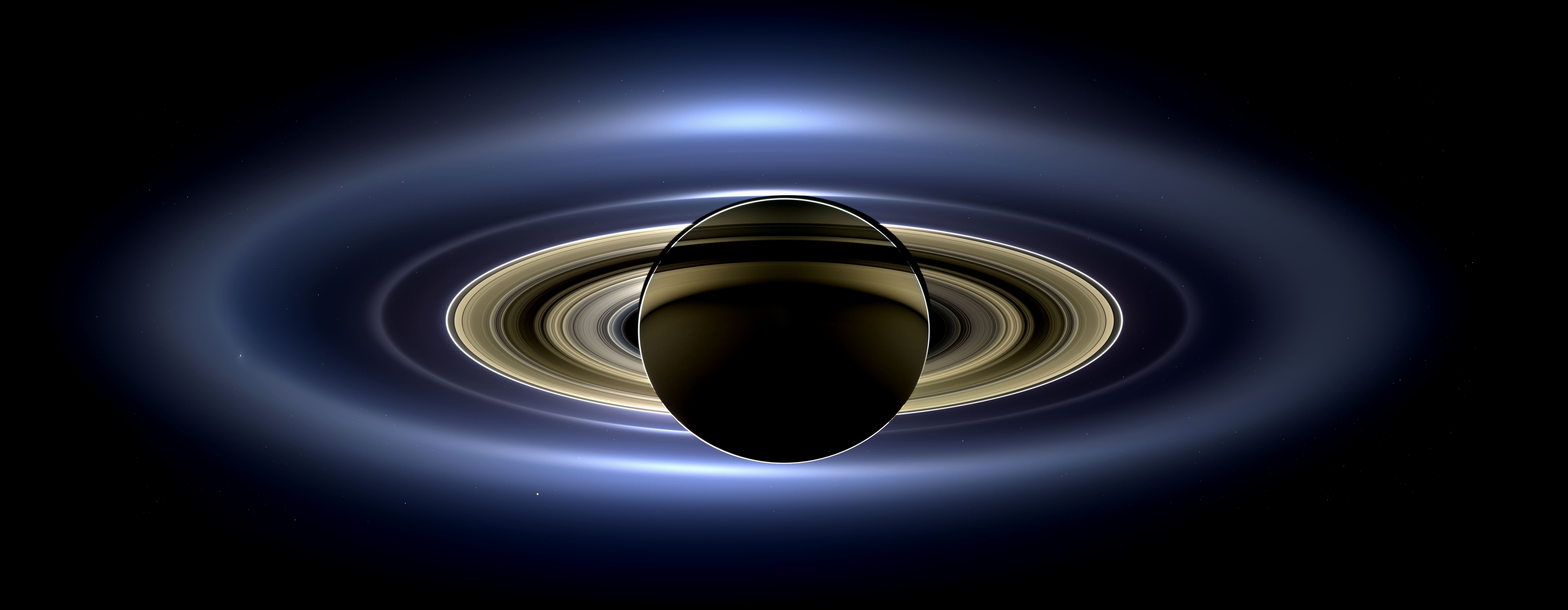
Snímek sondy Cassini z 19. července 2013

Saturn bývá na noční obloze velmi dobře pozorovatelný i pouhým okem, jelikož je téměř tak jasný jako Jupiter a má výraznou žlutou barvu. Jeho zdánlivá hvězdná velikost se pohybuje v závislosti na konstelaci od 1,4 do −0,4 magnitudy, což jsou hodnoty, kterých dosahují nejjasnější hvězdy. Na rozdíl od hvězd ale Saturn jako jiné planety nebliká, jeho světlo je klidné. Jeho jasnost vůči pozorovateli na Zemi ovlivňuje také okamžitý sklon prstenců vůči Zemi. Saturn se od ekliptiky nikdy nevzdaluje více než o 2,5°, z čehož vyplývá, že na 50. rovnoběžce při horní kulminaci nikdy nemůže vystoupat výše než na 66° a klesnout méně než 14° pod obzor. Považuje se za nejvzdálenější planetu, kterou lze pozorovat pouhým okem. Jasnost Uranu se však pohybuje na hranici pozorovatelnosti a za ideálních podmínek je vidět i on, ačkoli je dále než Saturn. Prstence Saturnu nejsou pouhým okem viditelné, zobrazí se však již při pozorování menším dalekohledem, pokud jsou příhodně orientované vůči Zemi. Společně se Saturnem je možné dalekohledem pozorovat i jeho největší měsíc Titan. Dobře viditelný je při vhodném sklonu i stín prstenců na planetě. Na samotném povrchu Saturnu je možno pozorovat atmosférické pásy a vzácně bílé jasné skvrny, které byly pozorovatelné naposledy v roce 1990.
Planeta se pohybuje po obloze nejpomaleji ze všech planet viditelných pouhým okem, což je důsledek třetího Keplerova zákona. Jako všechny ostatní planety tak i Saturn někdy při svém pohybu na hvězdném pozadí „zpomaluje“, „zastaví“ a případně se pohybuje i nazpět. Tyto nerovnoměrnosti v pohybu jsou způsobeny sčítáním pohybu Země a Saturnova téměř rovnoměrného oběhu okolo Slunce. V roce 2024 se planeta nachází v souhvězdí Vodnáře. Průměrně se v jednom souhvězdí zvěrokruhu zdržuje více než 2 roky. Pozorovatelný je každý rok vždy v tom období, ve kterém je viditelná i oblast souhvězdí, ve kterém se nachází.
Kromě amatérských a profesionálních pozorování ze Země je Saturn také předmětem výzkumu Hubbleova vesmírného dalekohledu z oběžné dráhy Země. Ten pozoruje hlavně atmosférické změny, ale i polární záře v oblasti pólů. Dalekohled objevil také několik nových malých měsíců a pomohl určit maximální tloušťku Saturnových prstenců. Při zákrytu hvězdy GSCC5249-01240 během 20. až 21. listopadu 1995 se mu podařilo určit podrobnější strukturu prstenců. Při maximálním sklonu prstenců v roce 2003 pořídila kamera Wide Field Planetary Camera 2 s použitím 30 snímků v širokém pásmu vlnových délek snímky Saturnu, čímž dosáhla doposud nejlepšího spektrálního pokrytí planety v historii jejího pozorování. Tyto snímky umožnily vědcům lépe studovat dynamické procesy odehrávající se v atmosféře a vytvořit modely sezónního chování atmosféry.
Z pozemských observatoří pozorují Saturn například Evropská jižní observatoř a observatoř na Mauna Kea, které v letech 2000 a 2003 objevily několik malých nepravidelných měsíců.

### Kosmické sondy

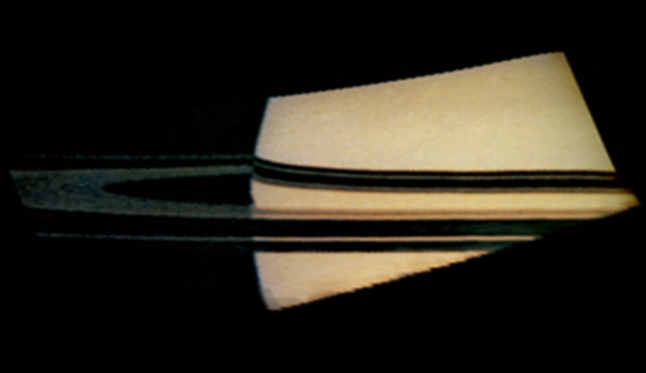
Snímek pořízený sondou Pioneer 11

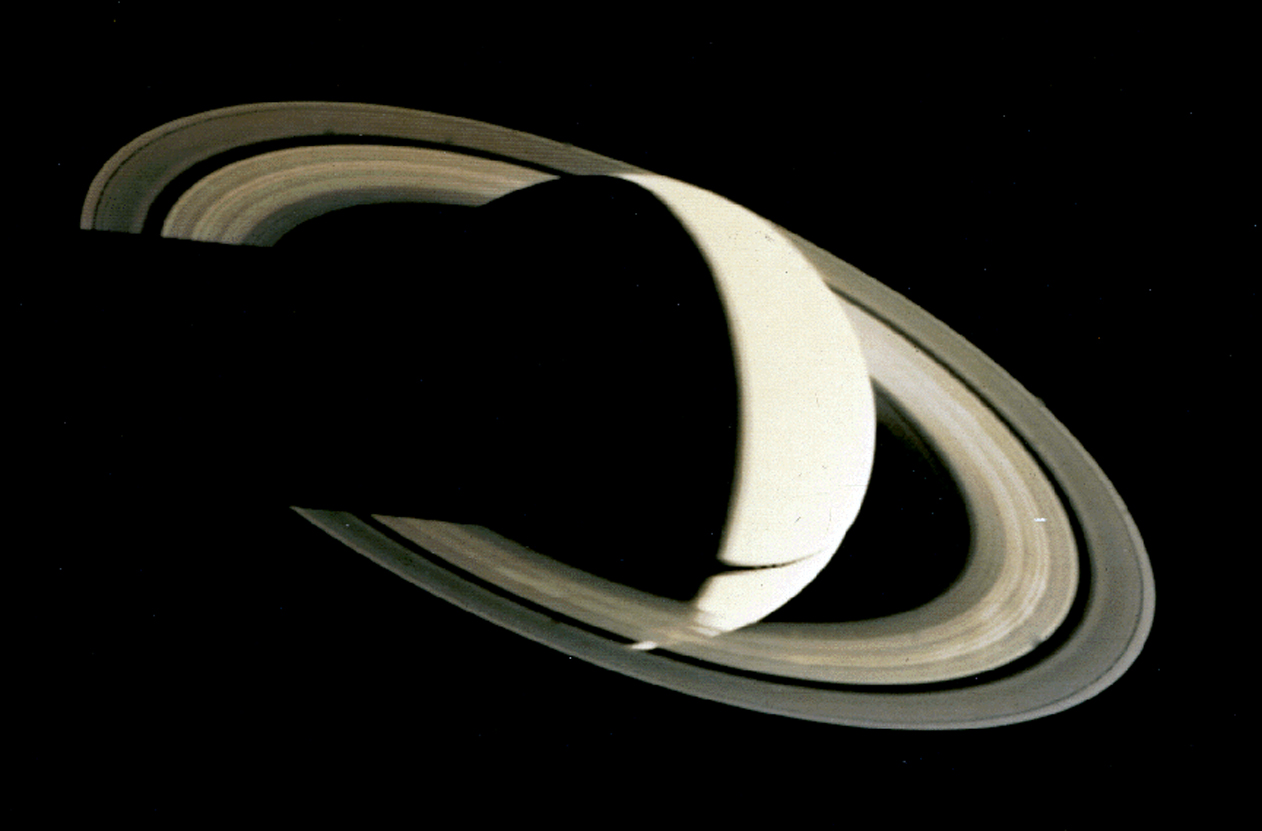
Saturn ze sondy Voyager 1

Umělecká představa sondy Cassini při průletu kolem planety

Současná astronomie čerpá většinu detailních znalostí o Saturnu ze snímků, pořízených kosmickými sondami. První z nich byl Pioneer 11, který prolétl v blízkosti Saturnu roku 1979. K planetě dorazil po čtyř a půl roční cestě meziplanetárním prostorem. Studium planety a jejího okolí začalo 2. srpna 1979, poté sonda provedla riskantní, ale úspěšný manévr, během něhož prolétla 1. září 1979 rovinou Saturnových prstenců. Během průletu hrozila srážka sondy a hmoty prstenců. Nejvíce se sonda Saturnu přiblížila na 21 400 km nad oblast mraků. Výzkum planety ukončila 15. září a pokračovala v letu do vnějších oblastí sluneční soustavy.
Dalšími průzkumníky Saturnu byly sondy Voyager 1 a Voyager 2, které snímkovaly Saturn v letech 1980 a 1981. Největšího přiblížení Voyager 1 dosáhl 13. listopadu 1980, ale jeho přístroje zkoumaly planetu již tři měsíce před tím. Během přeletu bylo pořízeno množství fotografií, které přinesly řadu nových poznatků o planetě. Podařilo se rovněž získat snímky měsíců Mimas, Tethys, Dione, Enceladus, Rhea a Titan. Okolo Titanu pak sonda 12. listopadu 1980 proletěla ve vzdálenosti pouhých 6500 km, což umožnilo nasbírat základní údaje o atmosféře měsíce a jeho teplotě.
O rok později se k Saturnu přiblížila sonda Voyager 2, které se nejblíže dostala 25. srpna 1981. Během průletu začala sonda zkoumat horní vrstvy atmosféry planety za pomoci radaru. Radarové měření přineslo poznatky o teplotě a hustotě atmosféry, například se zjistilo, že v nejvyšších oblastech atmosféry Saturnu je tlak okolo 7 kPa a teplota −203 °C, zatímco v nejnižších zkoumaných oblastech byl tlaku až 120 kPa a teplota −130 °C. Severní pól byl o 10 °C chladnější než jižní, což bylo vysvětleno jako výsledek sezónních jevů. Během průletu sondy se podařilo na Zemi odeslat okolo 16 000 fotografií.
V roce 1997 odstartovala z kosmodromu na mysu Canaveral raketa Titan, nesoucí na palubě planetární sondu Cassini, která jako první sonda v historii měla za úkol být navedena na oběžnou dráhu kolem Saturnu. K tomu došlo 1. července 2004 a 25. prosince se od sondy oddělil přistávací modul Huygens, který byl navržen a vyroben Evropskou kosmickou agenturou pro přistání na měsíci Titan. Po oddělení začal modul samostatnou třítýdenní cestu a 14. ledna 2005 úspěšně přistál na povrchu Titanu. Během přistání sonda Cassini sloužila jako translační stanice pro signál vysílaný z přistávacího modulu na Zemi. Modul přistál na zmrzlém povrchu tvořeném směsí křemičitanových hornin a tuhého metanu. Nad očekávání dobře přežil přistávací manévr a na povrchu fungoval více než 4 hodiny. Spojení se sondou Cassini bylo ale ztraceno už po dvou hodinách, protože sonda zmizela za horizontem. Sonda Cassini pokračuje z oběžné dráhy ve výzkumu Saturnu a jeho měsíců.

#### Průlety kosmických sond
| Sonda      | Datum              |
| ---------- | ------------------ |
| Pioneer 11 | 31. srpna 1979     |
| Voyager 1  | 12. listopadu 1980 |
| Voyager 2  | 25. srpna 1981     |
| Cassini    | 1. června 2004     |

## Možnost života
Saturn patří mezi plynné obry, takže nemá pevný povrch jako terestrické planety. U těchto planet se předpokládá, že případný život by mohl teoreticky vznikat pouze v atmosféře v oblastech, kde se nacházejí kapičky vody a dostatek slunečního záření. Objevily se spekulace, ve kterých se tvrdilo, že by v takovém prostředí dokázaly žít i vícebuněčné organismy. Na Zemi se však zatím nenašly žádné organismy, které by byly schopny žít výhradně v mracích, dokonce ani na místech, kde jsou mraky přítomny téměř neustále. Analogicky můžeme předpokládat podobnou situaci pro všechny tělesa sluneční soustavy s atmosférou a tedy i pro Saturn. Naopak za možné kandidáty na mimozemský život v Saturnově rodině se považují měsíce Titan a Enceladus. Složení atmosféry Titanu připomíná složení atmosféry Země v raném stádiu vzniku. Uvažuje se též o možnosti výskytu jednobuněčných organismů, které by zde mohly přežívat. Po přistání sondy Huygens však Fransois Raulin, jeden z expertů projektu prohlásil, že život na Titanu je velmi nepravděpodobný z důvodu nepřítomnosti vody na povrchu měsíce.
Měsíc Enceladus vědce překvapil přítomností vody v kapalném skupenství, kterou chrlí gejzíry na jeho povrchu. Tyto podmínky by mohly dovolovat existenci primitivního života.

## Saturn vkultuře

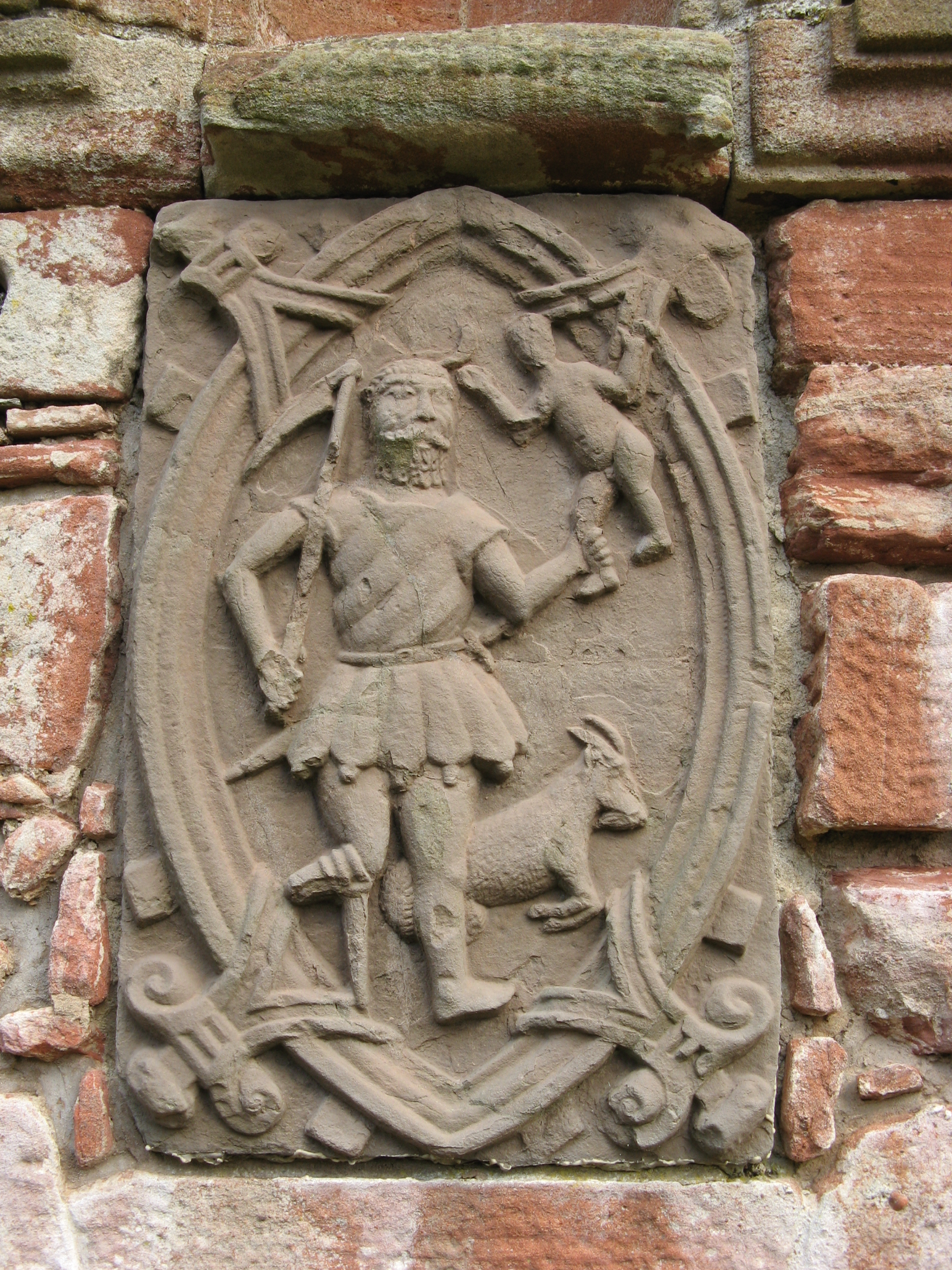
Zobrazení boha Saturna na reliéfu starodávného hradu Edzell Castle ve Skotsku.

### Jméno planety
Saturnus, po kterém je planeta pojmenována, byl starý římský bůh rolnictví, který se později ztotožňoval s řeckým Kronem, bohem času. Na rozdíl od Krona, který pro požírání vlastních dětí nebyl u starověkých Řeků příliš oblíben, měl Saturnus u Římanů velkou vážnost a úctu. Podle mýtu naučil lidi obdělávat půdu, pěstovat rostliny a stavět obydlí. O době jeho údajného panování se hovořilo jako o „zlatém věku lidstva“ a na památku jeho vlády se konaly slavnosti zvané saturnálie. V době těchto slavností dostávali otroci na krátký čas svobodu, protože ve zlatém věku nebylo pánů a ani otroků. Saturnovi se po ztotožnění s Kronem začaly připisovat Kronovy děti, mezi nimi například i Zeus, Římany nazývaný Jupiter, který ho nakonec svrhl z trůnu. V češtině se v období mezi polovinou 14. a začátkem 20. století používal název „Hladolet“, s nejasnou motivací, pravděpodobně odkazující na Saturnovu roli jako boha rolnictví a času. V indické mytologii Saturn ztělesňuje bůh Šani.

### Astrologie
V astrologii je Saturn pokládán za nepříznivou planetu kvůli tomu, že jeho pohyb je nejpomalejší ze všech planet tradiční astrologie. Symbolizuje formování a jistotu, zákony času a prostoru, strukturu, pořádek, pravidla, hranice, starobu, nepřízeň a smrt. Jako kladné vlastnosti se mu připisuje stálost, praktičnost, hospodárnost, vytrvalost a systematičnost, k nepříznivým patří chlad, izolace, nedůvěra, pesimismus, frustrace a deprese. Klasická astrologie se na něho dívá jako na „otce času“, protože lidský život je údajně po třech obězích této planety zvěrokruhem naplněn. Současně je považován za životního učitele a symbol otce, proto je též symbolem zkušenosti a zodpovědnosti.
V tradiční astrologii vládne Saturn znamení Kozoroha i znamení Vodnáře, někteří moderní astrologové však Vodnáře přiřazují planetě Uran, objevené r. 1781.
Od starověku patřila planeta Saturn mezi sedm těles (společně s Merkurem, Venuší, Marsem, Jupiterem, Měsícem a Sluncem), pozorovaných na noční obloze.

### Sci-fi
Saturn se stal podobně jako další planety sluneční soustavy námětem některých sci-fi knih. Často se vyjma Saturnu objevuje děj situovaný na jeho měsíc Titan, který má hustou atmosféru a jeho povrch je tvořený uhlovodíky. Z tohoto důvodu se často měsíc popisuje jako „čerpací stanice“ pro budoucí kosmické lety či jako surovinová základna pro dobývání vzdálených částí sluneční soustavy. Saturn se do literatury zapisuje například v díle bratrů Strugackých v roce 1962, kteří publikovali svoji knihu Tachmasib letí k Saturnu. Další knihou, ve které je oblast okolo Saturna hlavním motivem, je román Arthura C. Clarka 2001: Vesmírná odysea. Příběh vypráví o lidské výpravě k Saturnově měsíci Japetusu, u kterého by se měl nacházet tajemný černý monolit. Měsíc Titan je například zmiňován v knize českého autora Jiřího Kulhánka Stroncium.

### Saturnovy měsíce v kultuře
Vyjma literárního zpracování se Saturn stává i námětem filmu Saturn 3, který vypráví příběh o malé vědecké stanici na povrchu měsíce Titan, kde dvojice vědců se dostává do kontaktu s další osobou a jeho robotem.